# Domarin
Domarin és un municipi francès situat al departament de la Isèra i a la regió d'Alvèrnia-Roine-Alps. L'any 2007 tenia 1.412 habitants.

## Demografia

### Població
El 2007 la població de fet de Domarin era de 1.412 persones. Hi havia 548 famílies de les quals 92 eren unipersonals (36 homes vivint sols i 56 dones vivint soles), 216 parelles sense fills, 184 parelles amb fills i 56 famílies monoparentals amb fills.
La població ha evolucionat segons el següent gràfic:
Habitants censats

### Habitatges
El 2007 hi havia 575 habitatges, 548 eren l'habitatge principal de la família, 5 eren segones residències i 22 estaven desocupats. 490 eren cases i 84 eren apartaments. Dels 548 habitatges principals, 403 estaven ocupats pels seus propietaris, 136 estaven llogats i ocupats pels llogaters i 9 estaven cedits a títol gratuït; 1 tenia una cambra, 18 en tenien dues, 73 en tenien tres, 181 en tenien quatre i 275 en tenien cinc o més. 420 habitatges disposaven pel capbaix d'una plaça de pàrquing. A 214 habitatges hi havia un automòbil i a 320 n'hi havia dos o més.

### Piràmide de població
La piràmide de població per edats i sexe el 2009 era:
| Homes | Edats   | Dones |
| ----- | ------- | ----- |
| 0     | 95 o +  | 0     |
| 0     | 90 a 94 | 4     |
| 8     | 85 a 89 | 8     |
| 4     | 80 a 84 | 16    |
| 32    | 75 a 79 | 8     |
| 12    | 70 a 74 | 20    |
| 16    | 65 a 69 | 28    |
| 32    | 60 a 64 | 44    |
| 48    | 55 a 59 | 44    |
| 100   | 50 a 54 | 84    |
| 44    | 45 a 49 | 52    |
| 44    | 40 a 44 | 52    |
| 52    | 35 a 39 | 44    |
| 56    | 30 a 34 | 72    |
| 52    | 25 a 29 | 44    |
| 32    | 20 a 24 | 24    |
| 20    | 15 a 19 | 36    |
| 28    | 10 a 14 | 60    |
| 44    | 5 a 9   | 56    |
| 56    | 0 a 4   | 48    |

## Economia
El 2007 la població en edat de treballar era de 928 persones, 656 eren actives i 272 eren inactives. De les 656 persones actives 611 estaven ocupades (320 homes i 291 dones) i 45 estaven aturades (15 homes i 30 dones). De les 272 persones inactives 118 estaven jubilades, 81 estaven estudiant i 73 estaven classificades com a «altres inactius».

### Ingressos
El 2009 a Domarin hi havia 541 unitats fiscals que integraven 1.444 persones, la mediana anual d'ingressos fiscals per persona era de 22.593 €.

### Activitats econòmiques
Dels 130 establiments que hi havia el 2007, 2 eren d'empreses alimentàries, 3 d'empreses de fabricació de material elèctric, 11 d'empreses de fabricació d'altres productes industrials, 26 d'empreses de construcció, 23 d'empreses de comerç i reparació d'automòbils, 4 d'empreses de transport, 6 d'empreses d'hostatgeria i restauració, 6 d'empreses financeres, 5 d'empreses immobiliàries, 12 d'empreses de serveis, 23 d'entitats de l'administració pública i 9 d'empreses classificades com a «altres activitats de serveis».
Dels 35 establiments de servei als particulars que hi havia el 2009, 5 eren tallers de reparació d'automòbils i de material agrícola, 2 establiments de lloguer de cotxes, 7 paletes, 5 guixaires pintors, 7 fusteries, 2 electricistes, 2 perruqueries, 3 restaurants i 2 agències immobiliàries.
Dels 14 establiments comercials que hi havia el 2009, 1 era un hipermercat, 1 un supermercat, 1 una gran superfície de material de bricolatge, 2 fleques, 1 una llibreria, 2 botigues de roba, 3 botigues d'electrodomèstics i 3 botigues de mobles.
L'any 2000 a Domarin hi havia 6 explotacions agrícoles.

## Equipaments sanitaris i escolars
L'únic equipament sanitari que hi havia el 2009 era una farmàcia.
El 2009 hi havia 1 escola maternal i 1 escola elemental.

## Poblacions més properes
El següent diagrama mostra les poblacions més properes.